# Османский период в истории Боснии и Герцеговины
Османский период в истории Боснии и Герцеговины — эпоха правления Османской империи в Боснии и Герцеговине, продолжавшаяся с 1463/1482 по 1878 год.

## Боснийско-османские войны
Османское завоевание Боснии и Герцеговины началось в 1384 году, а затем «османское нашествие» распространилось на так называемый Босанско Краиште. Королевство Босния окончательно пало в 1463 году; Герцеговина перешла под управление Стамбула в 1482 году. Потребовалось ещё около одного столетия, чтобы западных частей сегодняшней Боснии также оказались в составе Османской империи.
Босния продолжала официально существовать правлении династии Berislavić и окончательно пала только в 1527 — с падением её столицы, Jajce. В том же году в стране была создана и первая османская администрация.

## Османское правление
Турки завоевали Славонию и большую часть Венгрии к 1541 году, поэтому в следующем столетии большая часть боснийской провинции империи не являлась пограничной полосой и развивалась в относительном мире. Территория региона была разделена на две части Боснийский эялет и Герцеговинский эялет (Herzegovina Eyalet).
Однако, когда Османская империя проиграла войну с Австрией, длившуюся с 1683 по 1697 год, и уступила Славонию и Венгрию австрийцам, северные и западные границы Боснии стали границей между Австрийской и Османской империями. Уже в 1716 году Австрия оккупировала северную Боснию и северную Сербию — это продолжалось до 1739 года, когда оба региона были вновь переданы Османской империи в рамках соглашений Белградского договора. Установленные границы просуществовали ещё полтора века, хотя пограничные войны и продолжались.
Войны между Османской империей, Австрией и Венецией разорили Боснию и способствовали дальнейшей миграции её населения; мусульманские беженцы из Венгрии и Славонии переселялись в Боснию, ассимилировались с коренным населением боснийцев — в то время как многие православные христиане региона переселялись в Славонию по приглашению Австрийского императора.
Наиболее известным из восстаний XIX века в регионе было восстание 1831—1832 годов под предводительством капитана Хусейна Градащевича, имевшего прозвище «боснийский дракон» (Zmaj od Bosne). Капитану удалось поднять полномасштабное восстание в провинции, к которому присоединились тысячи местных боснийских солдат. Несмотря на победу в нескольких битвах, повстанцы были, в конечном счете, побеждены в битве под Сараево в 1832 году. Внутренние разногласия способствовали провалу мятежа — в частности, Градащевич не был поддержан значительной частью герцеговинской знати. Восстание было окончательно «потушено» к 1850 году, но Империя продолжала уменьшаться.
Османские султаны в начале XIX века неоднократно попытались осуществить различные экономические и военные реформы, направленные на решение серьёзные проблем, вызванные, главным образом, пограничными войнами. Однако реформы, как правило, встречали сопротивление со стороны военных в Боснии. В итоге, османское правление продлилось более четырехсот лет — вплоть до 1878 года.

## Структура управления
Во времена Османской империи в Боснии активно велось строительство: создавались и развивались новые города, включая Сараево и Мостар. Империя также способствовала установлению «тесных отношений» между турками и боснийцами, и во времена Османской империи многие турки испытывали доверие к боснийцам.

### Административная
Область нынешней Боснии и Герцеговины первоначально была частью Оттоманской провинции Румелия (бейлербейлик) и была поделена между тремя санджаками (административными единицами второго уровня): Босния, Герцеговина (Херсек) и Зворник (Изворник). В 1580 году стамбульские власти создали отдельный Боснийский эяльет, который в свою очередь был разделен на санджаки Босния и Герцеговина. Власти империи также ввели так называемую систему «спахи», которая заметно изменила местную администрацию и сельскохозяйственные отношения — в целом, она была похожа на европейские феодальные владения.
Позднее, в рамках реформ всей Империи, регион стал двумя эяльетами: Боснийский и Герцеговинским — которые вместе охватывали современную Боснию и Герцеговину, вместе с Санджакским регионом (тогда Санджак Нови-Пазар).

## Религия
В конечном итоге за столетия османского правления, почти все сторонники боснийской церкви обратились в ислам. Существуют противоречивые утверждения о точном соотношении представителей разных конфессий в регионе — как и о том, сколь добровольным было принятие ислама.
Оттоманское правление также изменило этнический и религиозный облик Боснии и Герцеговины. Многие боснийцы-католики уехали в Хорватию, которая находилась под контролем австрийских Габсбургов. В то же время мусульмане с севера и запада Хорватии массово мигрировали в Боснию.